# (35355) 1997 SB2
1997 SB2 (asteroide 35355) é um asteroide da cintura principal. Possui uma excentricidade de 0.05256290 e uma inclinação de 3.68559º.
Este asteroide foi descoberto no dia 23 de setembro de 1997 por Petr Pravec em Ondřejov.